# Paradojas temporales
Una paradoja temporal es una paradoja, una contradicción aparente o una contradicción lógica asociada con la idea del viaje en el tiempo o el conocimiento de como será el futuro antes de que pase. Si bien la noción de viajar en el tiempo hacia el futuro se ajusta a la comprensión actual de la física gracias a la dilatación temporal relativista, las paradojas temporales surgen de circunstancias que involucran viajes hipotéticos en el tiempo al pasado y a menudo se utilizan para demostrar su imposibilidad.

## Tipos
Las paradojas temporales se dividen en tres grandes grupos: paradojas bootstrap [paradojas de arranque], paradojas de consistencia y paradojas Newcomb. 
Las paradojas bootstrap violan la causalidad al permitir que los eventos futuros influyan en el pasado y se causen a sí mismos, o " bootstrapping ", que deriva de la expresión "pull oneself up by one's bootstraps." [Salir adelante por uno mismo].  
Las paradojas de consistencia, por otro lado, son aquellas en las que los eventos futuros influyen en el pasado para causar una aparente contradicción, ejemplificada por la paradoja del abuelo, donde una persona viaja al pasado para evitar la concepción de uno de sus antepasados, eliminando así a todos los descendientes de dicho antepasado. 
Las paradojas Newcomb surgen de las aparentes contradicciones que surgen de los supuestos tanto del libre albedrío como del conocimiento previo de acontecimientos futuros. A veces se los llama "bucles causales".
El término " bucle temporal " se refiere a veces a un bucle causal, pero, aunque parecen similares, los bucles causales son inmutables y se autogeneran, mientras que los bucles temporales se reinician constantemente.

### Paradojas bootstrap
Una paradoja de bootstrap, también conocida como bucle de información, paradoja de la información,  paradoja ontológica,  o "paradoja de la predestinación", es una paradoja del viaje en el tiempo que ocurre cuando un evento, como una acción, información, un objeto o una persona; en última instancia se causa a sí mismo, como consecuencia de la retrocausalidad o de un viaje en el tiempo .   
Los viajes en el tiempo al pasado permitirían el acceso a información, personas u objetos cuyas historias parecen provenir de la nada.  Estos eventos causalmente enlazados entre sí existirían en el espacio-tiempo, pero su origen no podría determinarse.   La noción de objetos o información que son "autoexistentes" de esta manera a menudo se considera paradójica.   
Un ejemplo notable ocurre en el cuento de ciencia ficción de 1958 " —All You Zombies— ", de Robert A. Heinlein, en el que el personaje principal, un individuo intersexual, se convierte en su propia madre y padre; la película de 2014 Predestination está basada en esta historia. Allen Everett cita la película Somewhere in Time como un ejemplo de un objeto sin origen: una anciana le da un reloj a un dramaturgo, quien después viaja en el tiempo y conoce a la misma mujer cuando era joven, y le muestra el reloj que ella más tarde le regalará.  Un ejemplo de información que "surgió de la nada" se encuentra en la película Star Trek IV: The Voyage Home, en la que un ingeniero del siglo XXIII (Scotty, de la nave espacial Enterprise ) viaja en el tiempo y le da la fórmula del aluminio transparente al ingeniero del siglo XX que supuestamente lo inventó.

### Paradojas de la predestinación
Smeenk utiliza el término "paradoja de la predestinación" para referirse específicamente a situaciones en las que un viajero en el tiempo retrocede en el tiempo para intentar evitar algún acontecimiento del pasado. 
La "paradoja de la predestinación" es un concepto relacionado con los viajes en el tiempo y la mecánica temporal, a menudo explorado en la ciencia ficción. Se produce cuando un acontecimiento futuro es la causa de un acontecimiento pasado, el cual a su vez se convierte en la causa del acontecimiento futuro, formando un bucle autosostenido en el tiempo.
Esta paradoja desafía las concepciones convencionales de causa y efecto, ya que los eventos involucrados son a la vez el origen y el resultado el uno del otro.
Un ejemplo notable se encuentra en la serie de televisión Doctor Who, donde un personaje salva a su padre en el pasado, cumpliendo un recuerdo que él había compartido con ella cuando era niña sobre una extraña mujer que le había salvado la vida.
La paradoja de la predestinación plantea cuestiones filosóficas sobre el libre albedrío, el determinismo y la naturaleza misma del tiempo. Se utiliza comúnmente como un recurso narrativo en la ficción para resaltar la interconexión de eventos y la inevitabilidad de ciertos resultados.

### Paradojas de la consistencia
La paradoja de la consistencia o paradoja del abuelo ocurre cuando el pasado se modifica de alguna manera que niega directamente las condiciones requeridas para que el viaje en el tiempo ocurra en primer lugar, creando así una contradicción. Un ejemplo común es el de viajar al pasado y evitar la concepción de los propios antepasados (por ejemplo, causando la muerte de uno de los abuelos antes de que este hubiera tenido descendencia), impidiendo así la concepción de uno mismo. Si el viajero no hubiera nacido, entonces no hubiera ocurrido esta muerte; por lo tanto, el antepasado procede a engendrar al antepasado de la siguiente generación del viajero, lo cual asegura el nacimiento del viajero. No hay ningún resultado previsto para este escenario. 
Las paradojas de consistencia ocurren siempre que es posible cambiar el pasado. Una posible resolución es que un viajero en el tiempo puede hacer cualquier cosa que haya sucedido, pero no puede hacer nada que no haya sucedido. Hacer algo que no sucedió resulta en una contradicción.  Esto se conoce como el principio de autoconsistencia de Novikov .

#### Variantes
La paradoja del abuelo abarca cualquier cambio en el pasado,  y se presenta en muchas variantes, incluyendo matar al propio yo pasado.   Tanto la "paradoja del retrosuicidio" como la "paradoja del abuelo" aparecieron en cartas escritas en Amazing Stories en la década de 1920.  Otra variante de la paradoja del abuelo es la «paradoja de Hitler» o «paradoja del asesinato de Hitler», en la que el protagonista viaja en el tiempo para asesinar a Adolf Hitler antes de que pueda ascender al poder en Alemania, evitando así la Segunda Guerra Mundial y el Holocausto. En lugar de impedir físicamente el viaje en el tiempo, el viaje se impide diebido a la eliminación de la razón para hacer el viaje en primer lugar, junto con cualquier conocimiento de que esa razón alguna vez existió. 
El físico John Garrison et al. proponen una variación de la paradoja: Un circuito electrónico envía una señal a través de una máquina del tiempo para apagarse de tal forma que recibe la señal antes de enviarla.  

### Paradojas Newcomb
Las paradojas Newcomb son experimentos mentales que muestra una aparente contradicción entre el principio de utilidad esperada y el principio de estrategia dominante .  El experimento mental a menudo se usa para explorar la causalidad y el libre albedrío al permitir "predictores perfectos", si existieran predictores perfectos del futuro.
Por ejemplo, si existiera el viaje en el tiempo como mecanismo para hacer predicciones perfectas, entonces las predicciones perfectas parecen contradecir el libre albedrío porque las decisiones aparentemente tomadas con libre albedrío ya son conocidas por el predictor perfecto.  
La predestinación no implica necesariamente un poder sobrenatural. Podría ser simplemente el resultado de otros mecanismos de "conocimiento previo infalible".  Los problemas que surgen de la infalibilidad y de influir en el futuro se exploran en las paradojas Newcomb. 

## Soluciones propuestas

### Imposibilidad lógica
Incluso sin saber si viajar en el tiempo al pasado es físicamente posible, es posible demostrar utilizando la lógica modal que cambiar el pasado resulta en una contradicción lógica. Si es necesario que el pasado ocurriera de una determinada manera, entonces es falso e imposible que el pasado haya ocurrido de otra manera. Un viajero en el tiempo no podría cambiar el pasado, sino que sólo podría actuar de manera que sea consistente con lo que tuvo que suceder.  
La paradoja del abuelo ha llevado a algunos a pensar que el viaje en el tiempo es, por su propia naturaleza, paradójico y, por lo tanto, imposible según la lógica.
El filósofo Bradley Dowden argumento esto mismo en el libro de texto "Logical Reasoning", argumentando que la posibilidad de crear una contradicción descarta por completo los viajes en el tiempo hacia el pasado. Sin embargo, algunos filósofos y científicos creen que viajar en el tiempo al pasado no tiene por qué ser imposible según la lógica, siempre y cuando no exista la posibilidad de cambiar el pasado,  como lo sugiere, por ejemplo, el principio de autoconsistencia de Novikov . Dowden cambio su punto de vista después de ser convencido de ello en una conversación con el filósofo Norman Swartz . 

### Tiempo emergente y reconfiguración entrópica
Una propuesta de resolución reciente sostiene que si el tiempo no es una propiedad inherente del universo, sino que emerge de las leyes de la entropía, como sugieren algunas teorías modernas,   entonces se obtiene una solución natural a la paradoja del abuelo.  En este caso, el "viaje en el tiempo" se reinterpreta no como un movimiento a lo largo de un continuo lineal, sino como una reconfiguración del estado actual del universo para que coincida con una configuración entrópica previa. Debido a que la secuencia cronológica original —incluyendo eventos como el nacimiento del viajero en el tiempo— permanece preservada en la progresión entrópica irreversible del universo, las acciones dentro del estado reconfigurado no pueden alterar la historia causal que produjo al viajero. Esto evita paradojas al tratar el tiempo como un artefacto termodinámico en lugar de una dimensión mutable.
Sin embargo, cabe destacar que el origen de esta postura se encuentra en una publicación en filmboards.com. Esa publicación consta de solo 114 palabras y carece de la profundidad de un paper científico.

### Tiempo ilusorio
La consideración de la posibilidad de viajar en el tiempo hacia atrás en un universo hipotético descrito por una métrica de Gödel llevó al famoso lógico Kurt Gödel a afirmar que el tiempo en sí mismo podría ser una especie de ilusión.   El sugiere algo similar al tiempo en bloque, en la que el tiempo es simplemente otra dimensión más, como el espacio, y todos los eventos se encuentran fijados dentro de este "bloque" de cuatro dimensiones.[cita requerida]

### Imposibilidad física
Sergey Krasnikov opina que estas paradojas bootstrap - información o un objeto se mueve en un bucle a través del tiempo - son la misma. La aparente paradoja principal es un sistema físico que evoluciona hacia un estado de una manera que no está gobernada por sus leyes.  : 4 Él opina que esto no es paradójico y atribuye los problemas respecto a la validez del viaje en el tiempo a otros factores en la interpretación de la relatividad general.  : 14–16 

#### Bucles autosuficientes
Un artículo de 1992 de los físicos Andrei Lossev e Igor Novikov etiquetó a estos objetos sin origen como Jinn : 2311–2312  Esta terminología se inspiró en los Jinn del Corán, que son descritos como entidades que no dejan rastro cuando desaparecen.  : 200–203 Lossev y Novikov permitieron que el término "jinn" abarcara tanto objetos como información de origen reflexivo; llamaron a los primeros "jinn de primera clase" y a los segundos "jinn de segunda clase".   : 2315–2317  : 208 
Señalaron que un objeto que hace un recorrido circular a través del tiempo debe ser idéntico cada vez que se lo traiga de vuelta al pasado, de lo contrario se crearía una inconsistencia; la segunda ley de la termodinámica parece requerir que el objeto tienda a un estado de menor energía a lo largo de su historia, y los objetos que son idénticos en puntos repetidos en su historia parecen contradecir esto, pero Lossev y Novikov argumentaron que, dado que la segunda ley solo requiere que la entropía aumente en sistemas cerrados, un Jinn podría interactuar con su entorno de tal manera que recupere la entropía "perdida".   : 200–203  Destacan que no existe una "diferencia estricta" entre los jinn del primer y segundo tipo.  : 2320  Krasnikov establece una distinción entre "jinn", "bucles autosuficientes" y "objetos autoexistentes", llamándolos "lions" u "objetos en bucle" o "objetos intrusos", y afirma que no son menos físicos que los objetos convencionales, "que, después de todo, también podrían aparecer solo o desde el infinito o de una singularidad".  : 8–9 

#### Principio de autoconsistencia de Novikov
El principio de autoconsistencia desarrollado por Igor Dmitriyevich Novikov  : p. 42 note 10  expresa una visión de cómo sería posible viajar hacia atrás en el tiempo sin la generación de paradojas. Según esta hipótesis, aunque la relatividad general permite algunas soluciones exactas que permiten el viaje en el tiempo  que contienen curvas temporales cerradas que conducen al mismo punto en el espacio-tiempo,  la física en o cerca de curvas temporales cerradas (máquinas del tiempo) tienen que ser consistentes con las leyes universales de la física y, por lo tanto, solo pueden ocurrir eventos autoconsistentes. Cualquier cosa que un viajero en el tiempo haga en el pasado deberá haber sido parte de la historia desde el principio, y el viajero en el tiempo nunca podrá hacer nada para evitar que el viaje en el tiempo ocurra, ya que esto representaría una inconsistencia. Los autores concluyeron que los viajes en el tiempo no necesariamente conducen a paradojas irresolubles, independientemente del tipo de objeto enviado al pasado. 

La parte superior: la trayectoria original de la bola de billar.La parte del medio: la bola de billar emerge del futuro golpea a yo pasado de tal forma que evita que la bola pasada entre en la máquina del tiempo. La parte de abajo: La bola de billar nunca entra en la máquina del tiempo, lo que da lugar a la paradoja y pone en duda cómo su yo más antiguo podría emerger de la máquina del tiempo y desviar su curso.

El físico Joseph Polchinski consideró una situación potencialmente paradójica que involucra una bola de billar que es disparada a un agujero de gusano en el ángulo justo para que sea enviada atrás en el tiempo y colisione con su yo anterior, desviándola de su curso, lo cual le impediría entrar al agujero de gusano en primer lugar. Kip Thorne se refirió a este problema como la «paradoja de Polchinski».  Thorne y dos de sus estudiantes en Caltech, Fernando Echeverría y Gunnar Klinkhammer, buscaron una solución que evitara cualquier inconsistencia y descubrieron que había más de una solución consistente, con ángulos ligeramente diferentes para el golpe en cada caso.  Un análisis posterior de Thorne y Robert Forward mostró que, para ciertas trayectorias iniciales de la bola de billar, podría haber un número infinito de soluciones autoconsistentes.  Es plausible que existan extensiones autoconsistentes para cada trayectoria inicial posible, aunque esto no ha sido demostrado.  : 184 La falta de restricciones en las condiciones iniciales sólo se aplica al espacio-tiempo fuera de la región que viola la cronología ; las restricciones en la región que viola la cronología podrían resultar paradójicas, pero esto aún no se sabe.  : 187–188 
Las opiniones de Novikov no son ampliamente aceptadas. Visser considera los bucles causales y el principio de autoconsistencia de Novikov como una solución ad hoc, y supone que los viajes en el tiempo tienen implicaciones mucho más dañinas.  Krasnikov tampoco encuentra ningún fallo inherente en los bucles causales, pero encuentra otros problemas con los viajes en el tiempo en la relatividad general.  : 14–16  Otra conjetura, la hipótesis de la censura cósmica, sugiere que cada curva temporal cerrada pasa por un horizonte de eventos, lo que impide que se observen tales bucles causales. 

#### Universos paralelos
El enfoque de universos-múltiples-interactuando es una variación de la interpretación de los muchos mundos de la mecánica cuántica que implica que los viajeros en el tiempo llegan a un universo diferente de aquel del que vinieron; se ha argumentado que, dado que los viajeros llegan a la historia de un universo diferente y no a la suya, esto no es un viaje en el tiempo "genuino".  Stephen Hawking ha defendido la conjetura de protección de la cronología, según la cual, incluso si la IMM es correcta, deberíamos esperar que cada viajero en el tiempo experimente una única historia autoconsistente, de modo que los viajeros en el tiempo permanecerían dentro de su propio mundo en lugar de viajar a uno diferente. 
David Deutsch ha propuesto que la computación cuántica con un retardo negativo (viaje hacia atrás en el tiempo) produce únicamente soluciones autoconsistentes, y la región que viola la cronología impone restricciones que no son evidentes a través del razonamiento clásico.  Sin embargo, se ha demostrado que la condición de autoconsistencia de Deutsch puede cumplirse por cualquier sistema sujeto a las leyes de la mecánica estadística clásica, incluso si no está construido por sistemas cuánticos.  Allen Everett también ha argumentado que, incluso si el enfoque de Deutsch es correcto, implicaría que cualquier objeto macroscópico compuesto de múltiples partículas se dividiría al viajar en el tiempo, y diferentes partículas emergerían en mundos diferentes. 